# Pontinha (metropolitana di Lisbona)
Pontinha è una stazione della metropolitana di Lisbona, servita dalla linea Blu.
La stazione è stata inaugurata nel 1997; è stata il capolinea della linea Blu, fino al 2004, anno in cui è stata aperta la tratta fino a Amadora Este.

## Interscambi
Nelle vicinanze della stazione effettuano fermata alcune linee automobilistiche urbane e interurbane, gestite da Carris, Rodoviária de Lisboa e Vimeca/Lisboa Transportes.
- Fermata autobus